# Calgary Stampeders
I Calgary Stampeders sono una franchigia professionistica di football canadese con sede a Calgary, Alberta. Gli Stampeders sono membri della West Division della Canadian Football League. La squadra disputa le sue gare casalinghe al McMahon Stadium ed è la terza più antica franchigia attiva della CFL. Gli Stampeders sono stati fondati ufficialmente nel 1935, anche se alcune squadre a Calgary esistevano già dal 1909. Gli Stampeders hanno vinto 17 titoli della Western Division e uno della Northern Division. Sono apparsi in 13 finali della Grey Cup vincendola per sei volte, l'ultima nel 2008. La rivalità più sentita è quella contro gli Edmonton Eskimos.

## Giocatori importanti

### Numeri ritirati
| 5  | Harry Hood      |
| 10 | Willie Burden   |
| 13 | Mark McLoughlin |
| 18 | Allen Pitts     |
| 22 | Tom Forzani     |
| 55 | Wayne Harris    |
| 67 | Jamie Crysdale  |
| 75 | Stu Laird       |

### Canadian Football Hall of Famer
- Tony Anselmo
- Willie Burden
- Doug Flutie
- Dean Griffing
- Wayne Harris
- Herman Harrison
- John Helton
- Alondra Johnson
- Jerry Keeling
- Earl "The Earthquake" Lunsford
- Don Luzzi
- Tony Pajaczkowski
- Allen Pitts
- Rocco Romano
- Paul Rowe
- Harvey Wylie